# Настапока
Настапока (на английски: Nastapoka River; на френски: Rivière Nastapoka) е река в източната част на Канада, северната част на провинция Квебек, вливаща се в източната част на Хъдсъновия залив. Дължината ѝ от 360 км ѝ отрежда 104-то място сред реките на Канада.
Река Настапока изтича от югозападния ъгъл на езерото Лу Марен (на 262 м н.в.), разположено в западната част на полуостров Лабрадор. Реката тече в западна посока и се влива в източната част на Хъдсъновия залив, срещу архипелага Настапока.
Течението на Настапока изобилства от теснини, бързеи, прагове и малки водопади, между проточните езера, които предоставят идеални условия за рафтинг и реката е желана дестинация през краткия летен сезон за стотици каякари.
Площта на водосборния басейн на Настапока е 13 400 km2, като на север граничи с водосборния басейн на река Фьой, вливаща се в Унгава, на изток — с водосборния басейн на река Коксоак, вливаща се също в залива Унгава, а на юг — с басейна на малка река, вливаща се в залива Гийом Делил на Хъдсъновия залив.
Многогодишният среден дебит в устието на Инуксуак е 239 m3/s, като максимумът е през юни и юли – 401 m3/s, а минимумът е през февруари-март – 84 m3/s. Снежно-дъждовно подхранване. От ноември до края на април-началото на май реката замръзва.